# Arne Sorenson
Arne Morris Sorenson (Tokio, 13 de octubre de 1958 - Washington D. C., 15 de febrero de 2021) fue un ejecutivo hotelero estadounidense que ocupó el cargo de presidente y director ejecutivo de Marriott International. Se graduó de Luther College en Iowa, y de la Facultad de Derecho de la Universidad de Minnesota. Anteriormente ejerció la abogacía en Washington D. C. con Latham and Watkins (especializado en litigios de fusiones y adquisiciones), y se desempeñó como Director de Operaciones de Marriott.
También fue miembro de la junta directiva de Microsoft Corporation y Walmart, así como fideicomisario de Brookings Institution.

## Primeros años
Sorenson nació en la capital japonesa el 13 de octubre de 1958. Su padre, Morris "Bo" Sorenson, Jr., era pastor luterano en Japón en el momento de su nacimiento. Su madre, Dorothy (Austin), era maestra de escuela pública. La familia regresó a los Estados Unidos cuando él tenía siete años. Creció en Saint Paul, Minnesota. Se graduó del Luther College en Decorah, Iowa en 1980, con especialización en negocios y religión, y procedió a obtener su título de JD en la Facultad de Derecho de la Universidad de Minnesota en 1983.

## Carrera profesional
Sorenson comenzó su carrera trabajando con el bufete de abogados Latham & Watkins, con sede en Washington D. C., donde se convirtió en socio y se especializó en fusiones y adquisiciones. Uno de sus clientes durante este tiempo fue Marriott International, a quien se unió como abogado general asociado en 1996. Luego se convirtió en vicepresidente senior que se centró en el desarrollo comercial, así como en fusiones y adquisiciones. Durante este período, manejó la adquisición de Renaissance Hotels por valor de mil millones de dólares. Posteriormente se convirtió en director financiero y director de operaciones, antes de convertirse en presidente y director ejecutivo en 2012. Fue el primer ejecutivo fuera de la familia Marriott en dirigir la empresa.
Una de las decisiones clave por las que se conocía a Sorenson, como director ejecutivo de la empresa, fue la adquisición por 13.000 millones de dólares de Starwood Hotel & Resorts Worldwide, Inc., que convirtió a la empresa en la cadena hotelera mundial más grande con más de treinta marcas hoteleras, entre ellas Sheraton, W Hotels, Ritz-Carlton, Westin, entre otros, y tenía más de 1.4 millones de habitaciones en todo el mundo. La adquisición hizo que la compañía venciera una oferta de los hoteles Hyatt y una oferta de una compañía de seguros china, Anbang Insurance. La adquisición permitió a la compañía emerger como un actor global dominante en el negocio de la hospitalidad con presencia en más de 70 países, y permitió una economía más favorable con proveedores como Expedia.
Algunos de los otros movimientos introducidos por Sorenson como director de la compañía incluyen la diversificación de la cartera de marcas para atender a un público más joven, incluida la asociación con hoteles independientes que brindan una experiencia distinta. También había hecho que la empresa entrara en el mercado de alquiler de viviendas impulsada por los avances de nuevos participantes como Airbnb. Algunos de los desafíos que enfrentó durante su tiempo incluyeron una brecha de seguridad en 2018 que había comprometido más que los registros personales, incluidos los números de pasaporte, los detalles de la tarjeta de crédito y otra información personal de más de trescientos millones de huéspedes. Como líder durante la pandemia de COVID-19, había iniciado licencias y reducciones de personal. En particular, había mencionado en un video, que se dio a conocer públicamente, que no cobraría su salario durante el período.
Sorenson también se desempeñó como miembro de la junta de Microsoft Corporation y Walmart, así como miembro de la junta de Olimpiadas Especiales. También estuvo asociado con Brookings Institution como fideicomisario.
Fue nombrado "CEO del año" en 2019 por la revista Chief Executive, y recibió el "Premio al liderazgo de CEO para todos" en 2020 por Great Place to Work.

### Incidencia política
Sorenson era un demócrata registrado, pero donó a la campaña electoral de 2012 de Mitt Romney. También había abogado por los derechos LGBT y se había opuesto a la Ley de Restauración de la Libertad Religiosa propuesta por Indiana. Él era uno de varios directores ejecutivos que habían pedido la derogación total del proyecto de ley 2 de la Cámara de Representantes de Carolina del Norte.
Sorenson se pronunció en contra de la Orden Ejecutiva 13769 del entonces presidente Trump, una prohibición de viajar desde siete países de mayoría musulmana como potencialmente dañina para la industria del turismo de Estados Unidos. También abogó por mejorar las relaciones con Cuba, incluido el aprovechamiento del turismo como una herramienta estratégica para este propósito.

## Vida personal
Sorenson conoció a su futura esposa, Ruth Christenson, cuando él estudiaba en Luther College y Christenson trabajaba en la heladería de su familia en Decorah, Iowa. La pareja se casó en 1984 y tuvo cuatro hijos.
Sorenson falleció el 15 de febrero de 2021 en su casa de Washington D. C., a causa del cáncer de páncreas que padecia. Tenía 62 años. Anteriormente, en 2019, se anunció que estaba recibiendo tratamiento para el cáncer de páncreas en etapa dos en el Hospital Johns Hopkins. Continuó al frente de la empresa durante este período. La compañía había anunciado a principios de febrero de 2021 que tomaría una reducción temporal en las horas de trabajo para permitirle el tratamiento y pasar tiempo con su familia.